# Amando de Maastricht
Santo Amândio ou Amando de Maastricht é um santo da Igreja Católica. De linhagem nobre, nasceu em 584, na região de Nantes, e faleceu em 679, em Elnon, atual Saint-Amand-les-Eaux. Foi eremita, missionário na Flandres e bispo de Tongres-Maastricht.
Contra a vontade da família tornou-se monge perto de Tours. Por inspiração divina, partiu para Bourges, onde, sob a direção do bispo da cidade, Santo Austregésilo, viveu durante muitos anos isolado numa cela, alimentando-se apenas de pão e água. Viajou em peregrinação a Roma, tendo depois, a pedido do rei Clotário II, partido para norte com a missão de evangelizar a região de Gand, então predominantemente pagã, missão que alargou posteriormente toda a Flandres, onde fundou conventos.
Foi mestre e amigo de São Bavão, a quem inspirou a doar todos os bens aos pobres e a tornar-se monge.